# Joan Soteras Vigo
Joan Soteras Vigo, conocido como Joan Soteras, que nació en Sabadell el 31 de agosto de 1948, es tintorero, empresario de tintes y acabados, y expresidente del Centre d'Esports Sabadell. Actualmente es Presidente de la Federació Catalana de Futbol y Vicepresidente de la Real Federación Española de Futbol.

## Trayectoria
Su primera etapa en el club arlequinado (1994-1996) no fue muy prolija (11º y 16º puesto tras ascender de Tercera), pero que volvió en verano de 2006 para devolver la ilusión a un club que acababa de descender a Tercera división, y que logró devolver a Segunda B en un solo año. Tras ese ascenso, se prometió el retorno a la segunda máxima categoría del fútbol español, y tras un segundo año en 2ª B, y un Play off fallido contra el Real Unión de Irún, la prometida vuelta a Segunda división se produjo tras otro Play off de infarto, en esta ocasión contra el SD Eibar. Tras lograr su objetivo, ni corto ni perezoso, el expresidente del Sabadell prometió que el equipo arlequinado volvería a estar en Primera en un periodo de no más de tres años. Estaría en el club hasta el 2013, cuando el club pasó a manos japonesas.
Posteriormente, el 2018 fue nombrado presidente de la Federación catalana de futbol, y poco después vicepresidente de la RFEF.